# R. John Collier
Robert John Collier, genannt John Collier, (* 6. August 1938 in Wichita Falls) ist ein US-amerikanischer Mikrobiologe und Biochemiker, Professor an der Harvard Medical School. Er ist bekannt für Forschungen zu bakteriellen Toxinen.

## Leben
Collier studierte an der Rice University (Bachelorabschluss 1959) und der Harvard Medical School, an der er 1964 in Biologie promoviert wurde. Als Post-Doktorand war er 1964 bis 1966 am Institut für Molekularbiologie in Genf. Ab 1966 war er zunächst Assistant Professor und später Professor für Bakteriologie an der University of California, Los Angeles. 1973/74 war er als Guggenheim Fellow am Institut Pasteur in Paris. Ab 1984 war er Professor an der Harvard Medical School in der Fakultät für Mikrobiologie und Molekulargenetik, der er 1995/96 vorstand. 1988 bis 1994 war er Dekan für Graduiertenausbildung und Vorstand der medizinischen Fakultät.
Er erforscht die Wirkung und den Aufbau bakterieller Toxine, speziell bei Diphtherietoxin (teilweise mit seinem Lehrer Alwin M. Pappenheimer) und später vor allem beim Anthrax-Toxin, das einfacher zu untersuchen ist als das Diphtherie-Toxin. Gemeinsam ist diesen Toxinen der Aufbau aus einer A-Kette, die ihre eigentliche schädliche Wirkung im Zytosol des Zellinnern entfaltet, und einer B-Kette, die Bindungsfunktionen an die Zellmembran erfüllt und teilweise Poren bildet, durch die die A-Kette in die Wirtszelle eindringen kann. Sie werden deshalb auch AB-Toxine genannt. Beim Anthrax-Toxin gehören die Komponenten LF (Lethal Factor) und EF (Edema Factor) zur A-Kette und das PA (Protective Antigen) zur B-Kette, die dazu dient LF und EF in die Zelle aus den Endosomen einzuschleusen.
1966/67 zeigte er, dass das Diphtherietoxin den Elongationsfaktor-2 in Gegenwart von NAD inaktiviert und damit in die Proteinsynthese der Zelle eingreift. Zwischen 1978 und 1980 entwickelte er mit seinem Studenten Gary Gilliand die erste Generation von aus dem Diphtherietoxin abgeleiteten Immuntoxinen (wie unabhängig etwa zur selben Zeit T. Uchida in Japan und Ellen Vitetta und Jonathan Uhr in Dallas). 1980 gelang es Collier in seinem Labor Diphtherietoxin in einer kristallinen Form darzustellen, die es schließlich ermöglichte über Röntgenkristallographie die dreidimensionale Struktur in Zusammenarbeit mit dem Labor von David Eisenberg an der UCLA aufzuklären (1992). 1983 klonierte und sequenzierte Collier in seinem Labor das Gen für das Diphtherietoxin. 1984 zeigte Collier die Rolle der Glutaminsäure als Rest bei allen bakteriellen Toxinen, die wie das Diphtherietoxin den Mechanismus der ADP-Ribosylierung verwenden wie Cholera, Pseudomonas, Keuchhusten.
1990 erhielt er den Paul-Ehrlich-und-Ludwig-Darmstaedter-Preis und 1972 den Eli Lilly Award. Er ist Mitglied der National Academy of Sciences (seit 1991) und der American Academy of Arts and Sciences (seit 1993) sowie auswärtiges Mitglied der Norwegischen Akademie der Wissenschaften.
Er ist seit 1962 verheiratet und hat drei Kinder.